# Puyo Puyo Chronicle
Puyo Puyo Chronicle (ぷよぷよクロニクル) est un jeu vidéo de jeu vidéo de réflexion développé par Sonic Team et publié par Sega pour la Nintendo 3DS, pour célébrer le 25e anniversaire de la série Puyo Puyo. Il s'agit de la première version proposant des modèles 3D pour les personnages au lieu du 2D traditionnel.
En plus des mécaniques traditionnelles, il introduit des éléments de jeu de rôle, permettant d'avoir jusqu'à trois alliés en équipe, ainsi que plus de 60 missions secondaires et introduit une nouvelle protagoniste, Ally.

## Modes
Puyo Puyo Chronicle propose une série de mécaniques et de modes présents dans les versions précédentes, ainsi qu'un mode histoire au format RPG.

### Mode RPG
Le mode principal. Avec Arle, qui a été attirée par une lueur mystérieuse d'un livre, déplacée dans un autre monde. Arle rencontrera Ally, qui l'accompagnera dans son aventure vers ce nouveau monde.
Le mode histoire a un certain nombre de fonctionnalités :

#### Quête
En "mode RPG", le jeu progresse essentiellement en accomplissant des "missions" qui se déroulent à divers endroits. La recherche a une "recherche principale" liée à la progression de l'histoire et une "sous-recherche" non liée à la progression de l'histoire principale, et une récompense peut être obtenue lorsque la recherche est accomplie.

#### Bataille de compétences
La "Bataille de compétences" commence lorsque vous touchez un monstre sur le terrain. Dans ce mode, si vous effacez des Puyos, vous pouvez laisser tomber des Puyos nuisibles sur votre adversaire et attaquer. Pendant la bataille, les monstres peuvent envoyer des Puyos nuisibles à l'adversaire, et s'ils tombent sur le terrain de jeu, les HP du personnage diminueront. De plus, lorsque les Puyos s'accumulent en haut du plateau, les HP restants sont considérablement réduits et le terrain redémarre. Des Puyos nuisibles ne tombera pas pendant le décalage. Si vous gagnez au combat, vous pouvez gagner des pièces et améliorer la carte de personnage. De plus, les graines de la chaîne apparaissent dans leur champ au début de la bataille, les HP/MP récupéreront toujours complètement une fois la bataille terminée. Toucher un monstre par derrière sur le terrain augmente la "graine de chaîne" qui apparaît au début de la bataille sur une chaîne. D'un autre côté, si le monstre est touché par derrière, il sera "inattendu" et les Puyos nuisibles tombera sur le plateau ennemi et subira des dégâts.

#### Compétences
Chaque personnage a une "compétence" différente et peut être activé à volonté en consommant des MP en jouant. Les compétences ont une variété d'effets, comme changer la couleur des puyos sur le plateau et augmenter les pouvoirs du personnage.

#### Équipe
Dans les batailles d'adresse, une équipe est formée en organisant jusqu'à 3 personnages et jusqu'à 4 "Cartes Puyo Puyo". Le statut HP et MP de l'équipe change en fonction du caractère et de l'organisation des cartes. Lorsqu'un personnage avance dans l'histoire ou gagne une bataille, le personnage rejoint le groupe et peut être ajouté à l'équipe du joueur. De plus, si vous battez un monstre en cours de route, vous pouvez rejoindre un groupe. De plus, les batailles de "Bataille de compétences" de "Minna de Puyo Puyo" et "Internet" sont effectuées à l'aide des données d'équipe créées dans le "mode RPG".

#### Cartes de personnage et d'objet
Les personnages peuvent être renforcés en s'équipant de cartes Puyo Puyo qui peuvent être obtenues dans les magasins du village et les coffres au trésor à la campagne. Il existe plusieurs types de cartes Puyo Puyo qui peuvent être combinées pour créer des cartes plus fortes.

#### Bataille de boss avec tout le monde
Il existe un mode "Bataille de boss avec tout le monde" pour 2 à 4 joueurs qui collaborent avec d'autres joueurs dans les communications locales pour vaincre le boss. Dans ce mode, vous pouvez contester l'utilisation de vos données sauvegardées, et vous pouvez obtenir une rare "Carte Puyo Puyo" en battant le boss. Les règles de la bataille sont les mêmes que pour la précédente "Bataille de compétences", mais dans ce mode, lorsque la "Condition de temps d'opportunité" indiquée au début de la bataille est atteinte, des "Temps d'opportunité" (le même que "Mode Fever" de Puyo Puyo Fever) Se produit pendant un certain temps.

### Joueur unique
Mode solo à travers les différentes règles et modes disponibles.

### Multijoueur local
Un mode de combats entre deux ou quatre joueurs en réseau local.

### Multijoueur en ligne
Mode pour deux ou quatre joueurs en ligne dans trois règles différentes : Bataille de compétences, Puyo Puyo Dori et Puyo Puyo Fever. Vous pouvez participer dans les modes suivants :
- "National Puzzle League", où vous pouvez jouer un contre un, avançant dans le classement
- "Club", où vous pouvez jouer entre deux ou quatre joueurs avec des règles personnalisées.

### Leçons
Une manière dont le joueur peut apprendre les règles de base et les techniques d'enchaînement du Puyo Puyo.

### Données
Il existe des "magasins" où vous pouvez voir les résultats de chaque mode, modifier les options et acheter plusieurs objets (objets cachés) en utilisant des points pour jouer.

## Règles
Le jeu a plusieurs règles disponibles, la plupart étant des versions précédentes, parmi lesquelles :
- Puyo Puyo, avec les règles classiques de Puyo Puyo (la limite est la dernière ligne de la troisième colonne, sans décalage)
- Puyo Puyo Tsu, avec les règles du jeu susmentionné (les mêmes règles que le premier jeu, avec l'ajout de décalage)
- Puyo Puyo SUN, avec les règles SUN (avec l'introduction des Puyos SUN, qui attribuent un grand nombre de points lors de l'effacement des Puyos adjacents)
- Puyo Puyo Fever, avec les règles introduites dans cette version (la limite est la troisième et la quatrième colonne, et le mode Fever)
- Nazo Puyo, avec divers défis de puzzle avec des pièces prédéfinies
- Big Puyo Rush, dans lequel le panneau est réduit à 6x3, et lors de la connexion de 3 ou plus Puyos, ils disparaissent
- Chibi Puyo, dans lequel le panneau est augmenté à 10x18, et le but est d'atteindre une étoile enterrée entre Puyos solides poubelles; lorsqu'il est effacé, il enverra des Puyos nuisibles infinis à l'adversaire